# Сухачёвка
Сухачёвка (укр. Сухачівка) — западная часть города Днепр. Посёлок между посёлками Диёвка и Таромское. Северная часть прилегает к реке Днепр. Южная часть переходит в лесной массив и Белую балку.

## История
Объяснение происхождения Сухачевки можно найти в легендах точно так же, как и большинства запорожских селений, которые названы по именам их основателей.
Д. И. Яворницкий приводит такие слова: 
«Тут жив запорожець-чумак, Іван Сохач; багатенький був: возів по шість, по вісім у дорогу споряжав».
Учёный отметил, что Сохач населил Сухачёвку своими родственниками и знакомыми из Сорок и Кобеляк. После разгрома Запорожской Сечи в 1775 г. здесь осела ещё часть казаков. Когда Запорожская Сечь была разгромлена в 1775 г. здесь осела ещё часть казаков.
Новый этап в жизни древних казацких селений начинается со строительством нового наместнического города Екатеринослава на правом берегу Днепра, после указа императрицы в 1784 г. После начала строительства города на территории «старожитной» слободы Половицы, большая часть её жителей разошлась по окрестным селениям, поселились они и в Сухачевке. Сюда перенесли старую церковь Казанской Божьей Матери из Половицы. Новую церковь, св. Иоанна Богослова, освятили 23 сентября 1795 года, а иконостас, чаша и ризы были перенесены из старой половицкой церкви. В своей книге «Запорожье в остатках старины и преданиях народа», вышедшей в Петербурге в 1888 г., Д. И. Яворницкий отметил: «В настоящее время нигде нет такой бедности по части древностей, как в Сухачевке: в ней есть одна-единственная книга цветная триодь, напечатанная в черниговской типографии, при архимандрите Сильвестре, в 1753 году». 
В 1895 г. открыт железнодорожный разъезд «Диёвка».
В 1897 г. на всей территории Российской Империи проводилась Первая всеобщая перепись населения. «Списки сельских обществ и общин Екатеринославской губернии. Екатеринославский уезд» (1899) подают её результаты. В Сухачёвке — 346 дворов и 2104 человека, Тут работали два гранитных карьера и два черепичных завода.
Сохранились сведения о населении Сухачевки из «Описания населенных мест Екатеринославской губернии» на 1 января 1925 г. в Сухачевке было 490 хозяйств, 1215 мужчин, 1302 женщины, обоего пола — 2517 человек. Хозяйство: 1 тепловая и 7 ветряных мельниц, 1 маслобойка, 1 кузница.
22 октября 1938 года Сухачёвка получила статус посёлка городского типа.

## Галерея

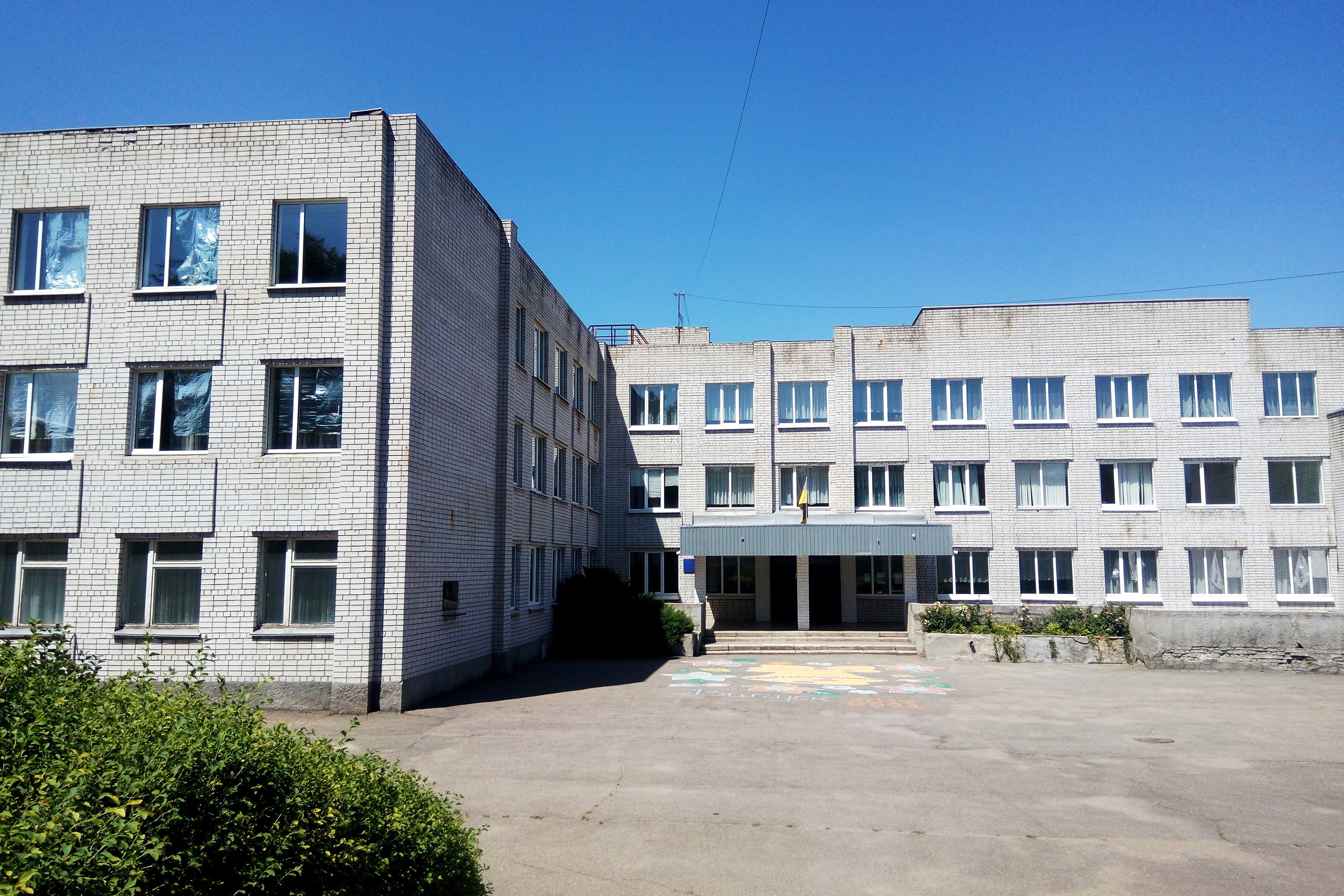
Средняя общеобразовательная школа № 103
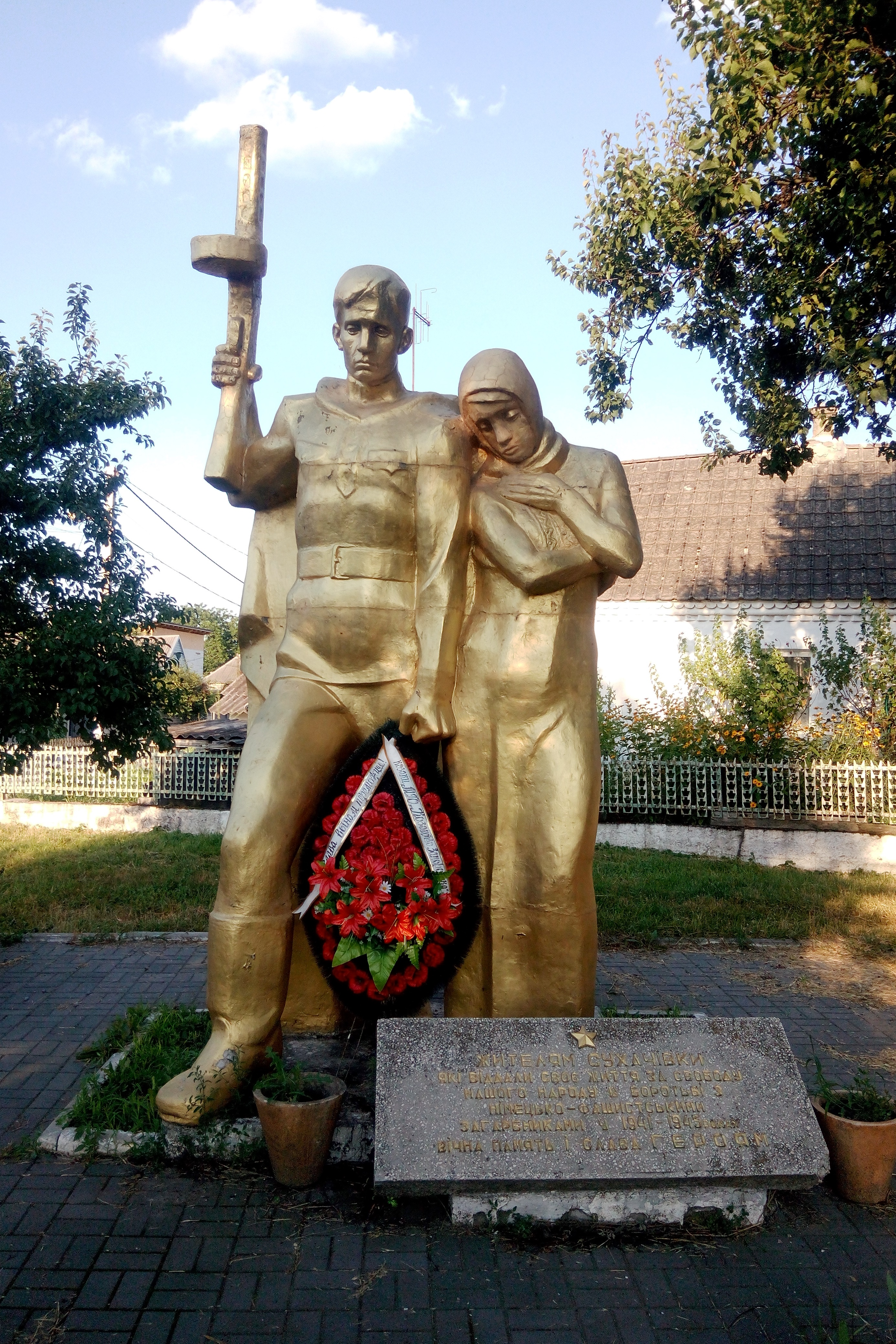
Памятник погибшим воинам-односельчанам в период Великой Отечественной войны 1941-1945 г.г.
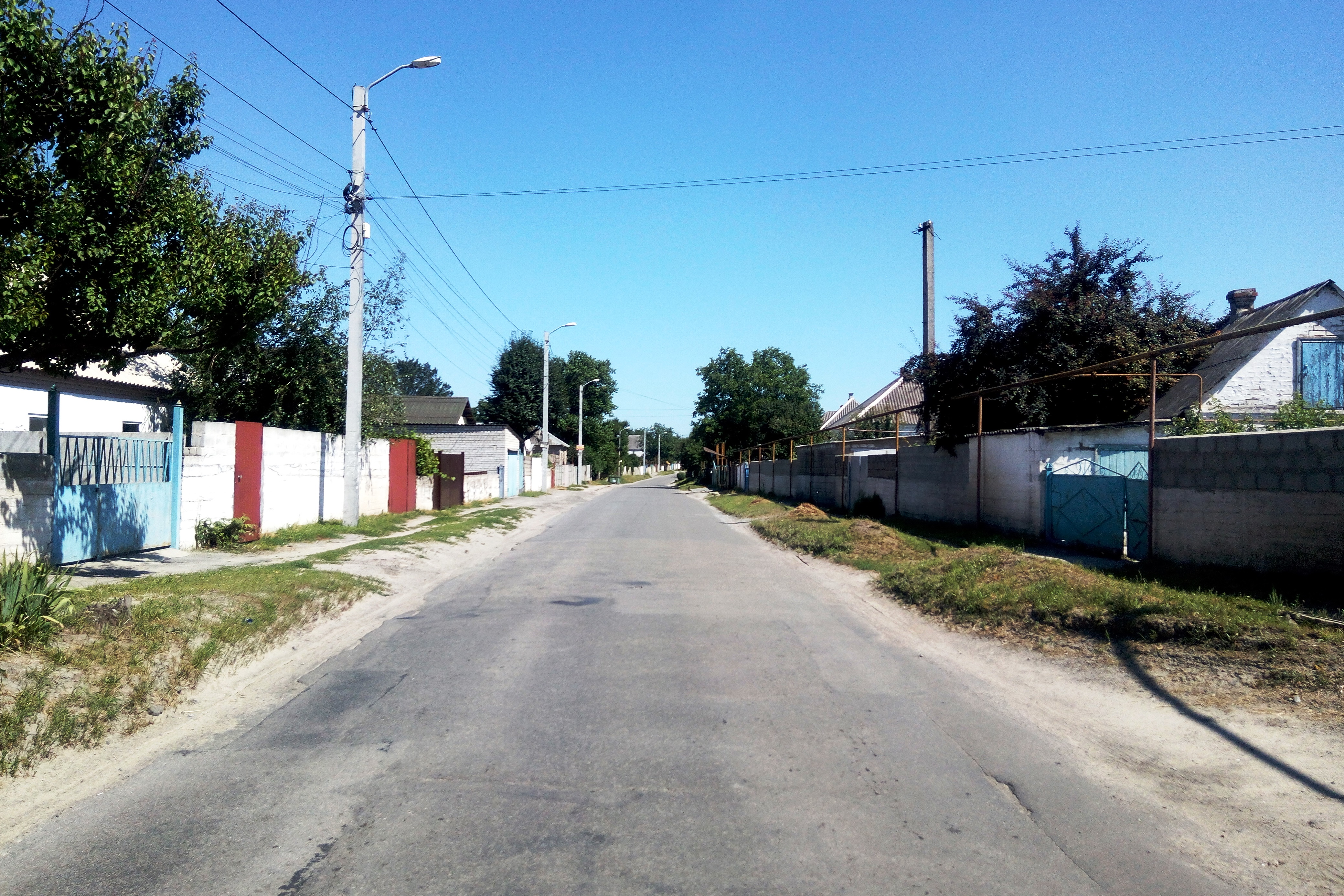
Вид на улицу Доблестная
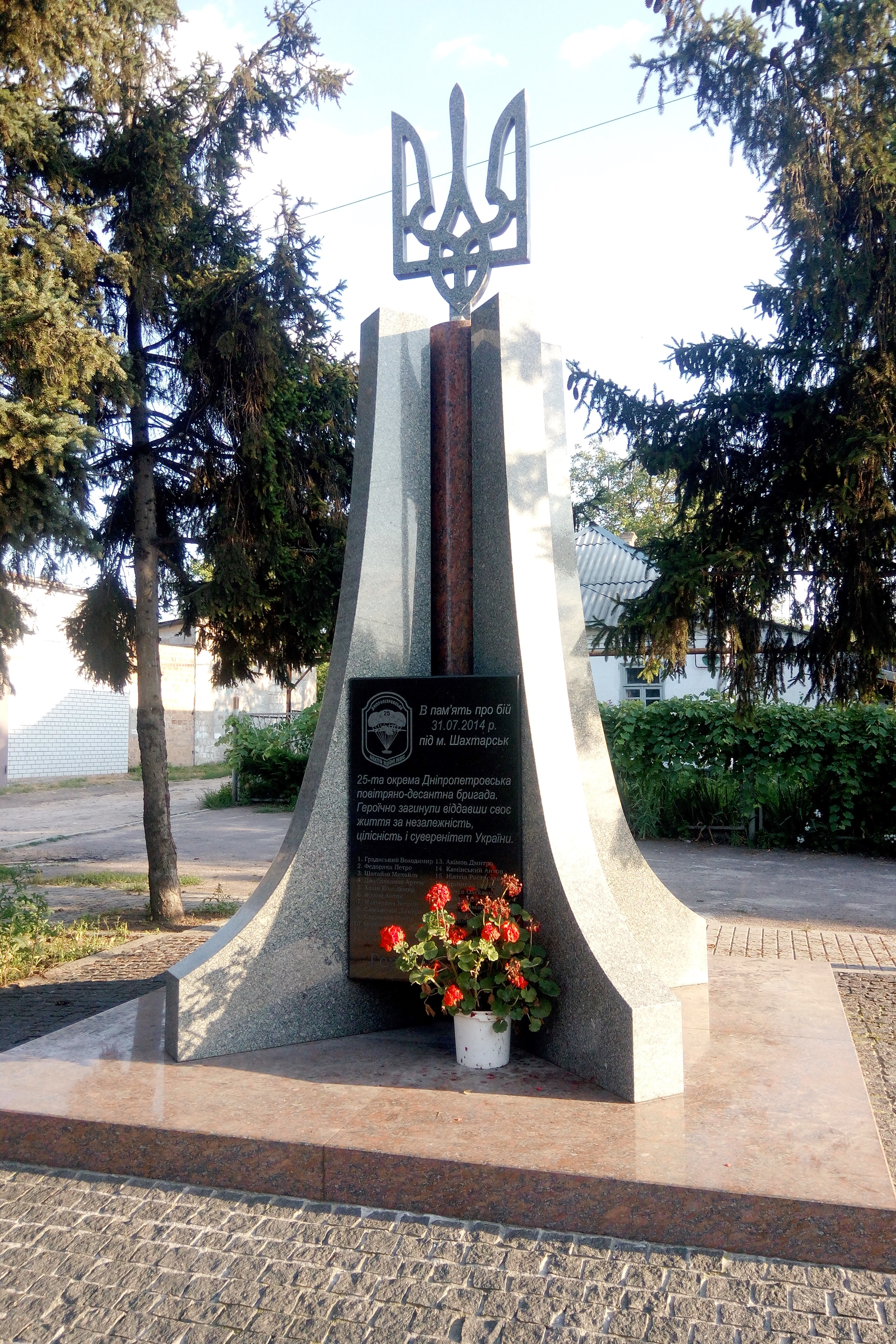
Памятник погибшим десантникам
Ботаническая достопримечательность природы "Участок тополиных насаждений"